# Magondi, Bangarapet
Magondi là một làng thuộc tehsil Bangarapet, huyện Kolar, bang Karnataka, Ấn Độ.